# Makrokylindrus costatus
Makrokylindrus costatus är en kräftdjursart som först beskrevs av Bonnier 1896.  Makrokylindrus costatus ingår i släktet Makrokylindrus och familjen Diastylidae.
Artens utbredningsområde är Biscayabukten. Inga underarter finns listade i Catalogue of Life.